# Saint-Roman-de-Codières
Saint-Roman-de-Codières is een gemeente in het Franse departement Gard (regio Occitanie) en telt 180 inwoners (1999). De plaats maakt deel uit van het arrondissement Le Vigan.

## Geografie
De oppervlakte van Saint-Roman-de-Codières bedraagt 19,1 km², de bevolkingsdichtheid is 9,4 inwoners per km².

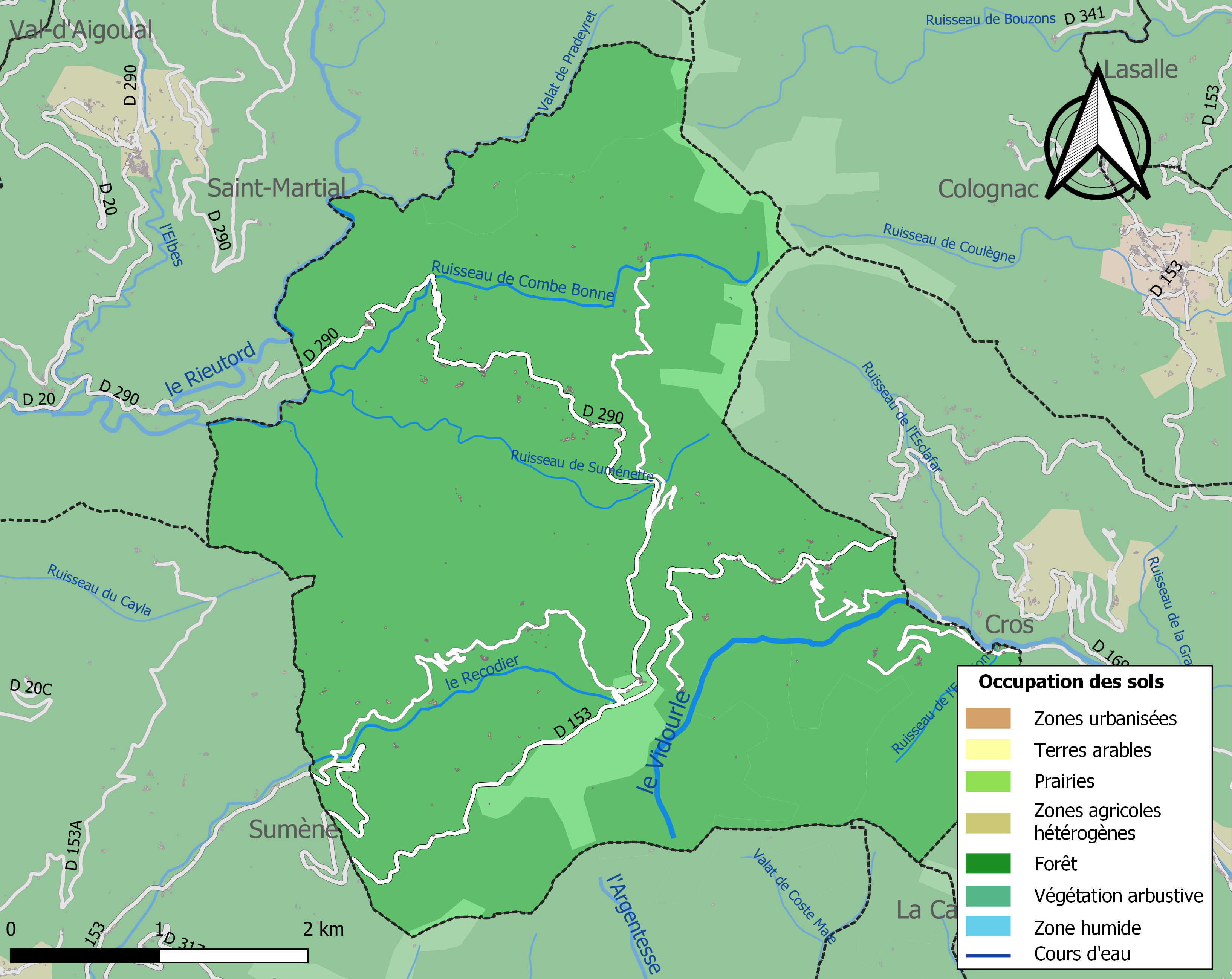
Kaart van de gemeente met de belangrijkste infrastructuur, bodemgebruik en omliggende gemeenten

## Demografie
Onderstaande figuur toont het verloop van het inwonertal (bron: INSEE-tellingen).